# Aegus jasmini
Aegus jasmini là một loài bọ cánh cứng trong họ Lucanidae. Loài này được Araya & Fujioka mô tả khoa học năm 2007.